# 在ロシアウズベキスタン大使館

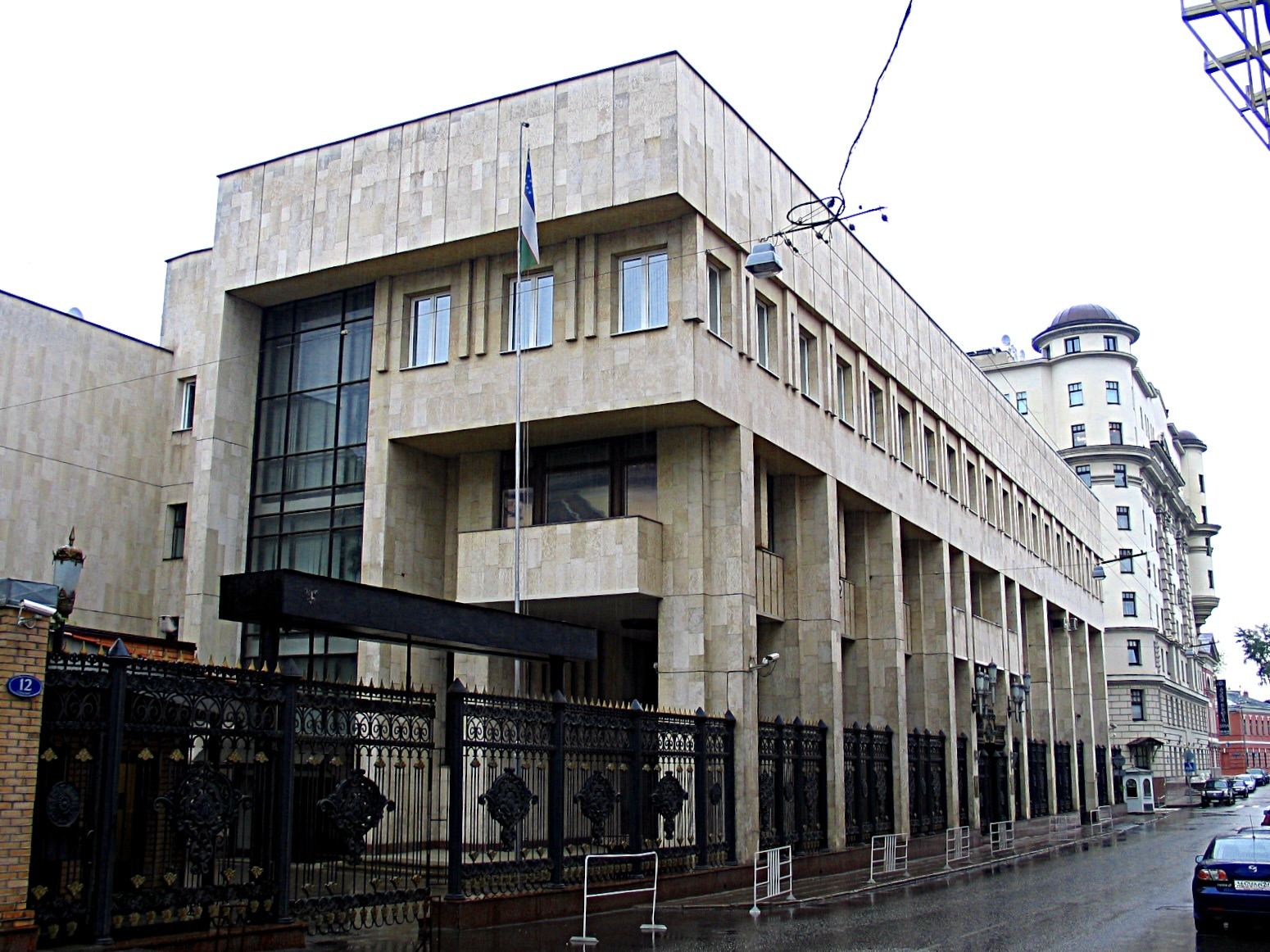
モスクワにある在ロシアウズベキスタン大使館

在ロシアウズベキスタン大使館 (ざいロシアウズベキスタンたいしかん、英語: Embassy of the Republic of Uzbekistan to the Russian Federation、ロシア語: Посольство Республики Узбекистан в Российской Федерации) は、ロシアのモスクワにあるウズベキスタンの在外公館である。

## 概要
在ロシアウズベキスタン大使館はウズベキスタン独立後の1992年に設置された。2010年6月3日よりズィヤドゥッラ・プラトホジャエフが在ロシアウズベキスタン大使館の特命全権大使を務めている。

## スタッフ
- ズィヤドゥッラ・プラトホジャエフ (Зиядулла Пулатходжаев) - 特命全権大使
- フルカト・カディロフ -  参事官
- ユーリイ・クトビトディノフ - 法律顧問
- アリシェル・パイガモフ - 経済・商務顧問
- ティムルベク・シャムシバエフ - 特命全権大使補佐

## 住所
- 大使館
  - 住所：モスクワポゴレルスキー通12番地[2]
  - 郵便番号：119017
  - 電話番号：(499) 230-00-76, 230-00-78
  - FAX番号：(499) 238-89-18

- 領事部
  - 住所：モスクワ第2カザチー通2番地[3]
  - 郵便番号：119017
  - 電話番号：(499) 230-13-01, 230-00-54
  - FAX番号：(499) 230-04-79

- ゲストハウス
  - 住所：モスクワ第1カザチー通11-2番地
  - 郵便番号：119017